# Geschichte Usbekistans
Die Geschichte Usbekistans umfasst die Entwicklungen auf dem Gebiet der Republik Usbekistan von der Urgeschichte bis zur Gegenwart. Usbekistan ist ein Binnenstaat in Zentralasien und erlangte am 1. September 1991 seine Unabhängigkeit. Das Gebiet des heutigen Usbekistans geriet im 19. Jahrhundert schrittweise unter russische Herrschaft. Nach der Machtübernahme durch die Bolschewiki wurde 1918 die Turkestanische Autonome Sozialistische Sowjetrepublik gebildet, später die Usbekische Sozialistische Sowjetrepublik als Teil der Sowjetunion.

## Altertum
Der Gegensatz zwischen Nomaden und sesshaften Oasenbauern prägte schon im Altertum das Land Baktrien. Erwähnt seien griechische Einflüsse aufgrund des Alexanderreiches im 4. Jh. v. Chr., buddhistische Einflüsse aufgrund der Seidenstraße und der Nähe zu Indien (vgl. Kuschanreich) und die andrängenden Nomaden, unter anderem Saken, die sogenannten iranischen Hunnen (wozu die Kidariten, die Alchon-Gruppe, die Nezak-Gruppe und schließlich die Hephthaliten gehörten) sowie die Kök-Türken. Vor allem im Süden des Landes befanden sich zahlreiche bedeutende Städte (Chaltschajan, Dalverzin-Tepe). Orte, wie Kojtepa hatten dagegen eher landwirtschaftlichen Charakter.
Durch das heutige Usbekistan verlief seit dem Altertum ein Teil der Seidenstraße. Diese war zeitweise der wichtigste Verkehrs- und Handelsweg zu Lande von Europa und Vorderasien nach Ostasien.

## Islamisierung und türkische Reichsbildungen
Im Zuge der arabischen Expansion setzte sich ab dem beginnenden 8. Jahrhundert der Islam durch; die damals bestehenden kleinen sogdischen Herrschaften wurden eingegliedert. Nach dem Sieg am Talas über die Chinesen 751 gehörte Transoxanien endgültig zur islamischen Welt. Die folgende Zeit wurde von den Samaniden in Buchara (819 bis 1005) bestimmt, einer Dynastie, die noch lose zum arabisch-persischen Kalifat zählte.
Dann setzte sich das türkische Element durch, die Khane des Karluken-Stamms regierten in Buchara ab 999 als „Kara-Chaniden“. Weiter westlich drängten die Oghusen zwischen Aralsee und Kaspischem Meer nach Süden; sie tauchten 1040 als Seldschuken wieder in Chorassan auf.
Mit der Niederlage der Seldschuken Sultan Sandschars (reg. 1118–1157) in der Katwansteppe bei Samarkand 1141 bestimmten die Choresm-Schahs und ihre Rivalen, die aus China geflohenen Kara Kitai die Politik, bis 1220 die Mongolen kamen. Trotz aller Rivalitäten galt die Epoche vor dem Mongolensturm als eine kulturell sehr hochstehende Zeit mit blühenden Städten und weitreichendem Handel.

## Mongolen und Timuriden

Timur-Denkmal in Taschkent

Die Mongolenzeit war vergleichsweise trübe, die Stadtbevölkerung musste immer wieder Kriege unter den Nomaden erdulden, welche das Land zerrütteten. Die Ruhephasen reichten kaum für den Wiederaufbau. Der letzte dieser Zerstörer war Timur Lenk (Tamerlan) (reg. 1370–1405): er förderte aber Buchara und Samarkand großzügig mit Geldern, Künstlern und Handwerkern fremder Länder, so dass seine Werke heute noch präsent sind (Gur-e Amir usw.). Danach kam sein Enkel Ulug Beg, so dass das Land vor Ankunft der eigentlichen Usbeken wieder erblühte.

## Die usbekischen Khanate
Die Usbeken selbst waren ursprünglich ein Turkvolk mit gemeinsamer Herkunft mit den Kasachen aus (West-)Sibirien. Ihr Name leitet sich von Usbek Khan ab.
Der Khan Abu'l-Chair (ein Moslem und Schaibanide) hatte um 1430 die Nomaden im Gebiet zwischen Tobol, Ural und Syr-Darja vereinigt. Er versuchte einen straff organisierten Staat aufzubauen, woraufhin ihm andere Dschingisiden die Gefolgschaft verweigerten und das Kasachenreich gründeten. 1468 wurde er von den zurückkehrenden Kasachen getötet.
Abu'l-Chairs Enkel Muhammad Schaibani gründete das Usbekenreich erneut und eroberte 1500 Buchara und Samarkand von den Nachkommen Timur Lenks. Aber erst der Sieg über den Timuriden Babur (und die mit ihm verbündeten Perser) bei Gadschdiwan 1512 sicherte den Usbeken den Besitz des Landes zwischen Amu-darja und Syr-darja (mit Ausnahme von Choresm). Der Norden verblieb bei den Kasachen.
Das Usbekenreich versuchte von dem noch bis 1600 ansteigenden Karawanenhandel zu profitieren, was auch in gewissen Grenzen gelang. Man verzeichnete im 16. Jh. eine Blütezeit der Wirtschaft, Baukunst, Dichtung und teilweise auch Malerei. Auf Dauer waren die Usbeken jedoch durch die persische Eroberung Chorassans von dem sich entwickelnden Welthandel abgeschnitten.
Dazu kamen innere Probleme. Familiäre Rivalitäten behinderten die Usbeken in der weiteren 1. Hälfte des 16. Jh., besonders nach dem Tod des energischen Ubaidullah Khan (reg. 1510/33–39). Erst Abdullah II. von Buchara (reg. 1556/83–1598) ordnete sich die Fürsten wieder unter. Er war aber nicht nur ein großer Bauherr und überwiegend erfolgreicher Staatsmann, sondern auch ein orthodoxer Muslim, der eine Zeit geistiger Stagnation einleitete. Derwischorden breiteten sich aus und über Balch kamen im 17. Jh. kaum noch neue Einflüsse ins Land.
Im 17. Jh. erlebte das Land unter den Fürsten der aus Astrachan stammenden Dschaniden-Dynastie (1599–1785) trotzdem neue Stabilität und eine bescheidene Blüte. Imam Quli Khan (reg. 1610–1640/2), ein fanatischer Anhänger der Orthodoxie, förderte vor allem den Bau von Moscheen und Medresen. Auch unter seinen Nachfolgern zeugten derartige Bauwerke von immer noch vorhandenem Wohlstand.
Seit dem frühen 18. Jh. schwand die Macht des Khanats. Die Gegensätze zwischen der Feudalklasse, den Derwischorden und den Stämmen wurden zu einem inneren Problem, während an den Grenzen am Syr-darja große Unruhe herrschte. 1710 wurde das Khanat von Kokand gegründet, 1740 zog Nadir Schah in Buchara ein und entmachtete den Khan Abu’l Faiz (reg. 1707–1747).

## Russische Kolonialzeit

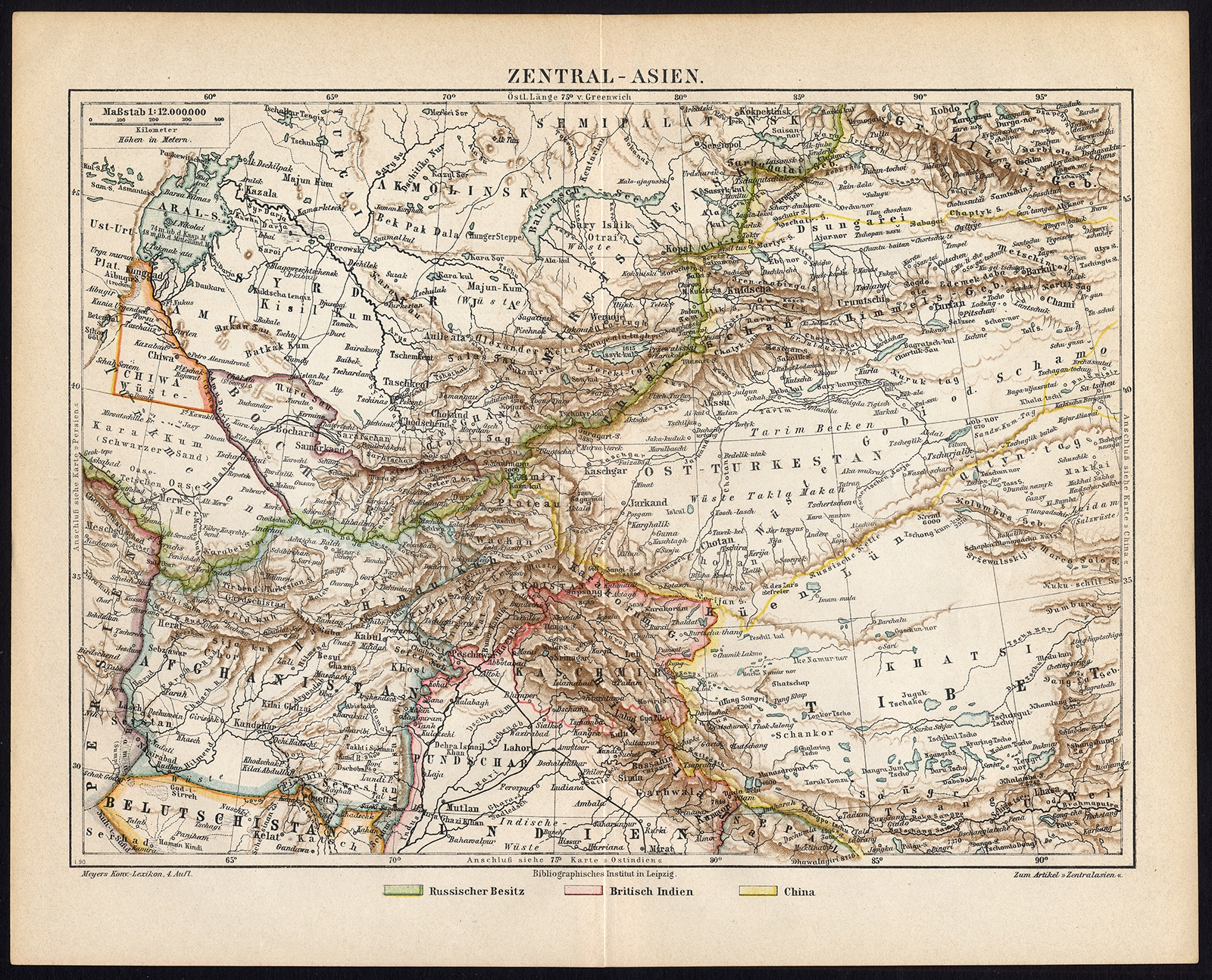
Zentralasien am Ende des 19. Jahrhunderts

Im 19. Jahrhundert geriet das Land in die Interessenssphäre des Vereinigten Königreiches und Russlands, das schließlich die Kolonialherrschaft über Usbekistan bekam. 1868 musste der in zwei militärischen Auseinandersetzungen mühelos geschlagene Emir von Buchara die russische Oberherrschaft anerkennen.
Während das Emirat Buchara und das Khanat Chiwa zwar Territorien an Russland abtreten mussten, jedoch unter russischem Protektorat als eigenständige Staaten bestehen blieben, wurde der dritte zuvor auf dem Gebiet des heutigen Usbekistan bestehende Staat, das Khanat Kokand, vollständig vom Russischen Reich annektiert. Aus den unter russische Herrschaft gekommenen Gebieten in Zentralasien wurde das Generalgouvernement Turkestan gebildet. Dessen Hauptstadt wurde Taschkent, das dadurch zum administrativen und wirtschaftlichen Zentrum Zentralasiens wurde.

## Usbekistan als Sowjetrepublik
Nachdem Ende 1917 die Bolschewiki in Taschkent ebenso wie im russischen Kernland die Macht übernommen hatten, wurde aus dem vormaligen Generalgouvernement Turkestan 1918 die Turkestanische Autonome Sozialistische Sowjetrepublik (Turkestanische ASSR) innerhalb der RSFSR gebildet.
Im Khanat Chiwa und im Emirat Buchara wurden 1920 mit Unterstützung der Bolschewiki die Herrscher gestürzt und die Volksrepublik Choresmien bzw. die Volksrepublik Buchara ausgerufen, die Kooperationsverträge mit der RSFSR schlossen. Im Osten des Landes sammelte der gestürzte Emir Said Alim Khan von Buchara mit britischer Hilfe Kämpfer gegen die Sowjets, wurde aber von der Roten Armee Anfang 1921 wieder nach Afghanistan vertrieben. Ende 1921 dann überschritten seine Anhänger erneut die Grenze und verbündeten sich mit den Basmatschen und Enver Pascha. Enver, von Alim-Khan zum „Oberbefehlshaber der Streitkräfte des Islam und Statthalter des Emirs von Buchara“ ernannt, eroberte tatsächlich Duschanbe und besetzte ganz Ost-Buchara (Tadschikistan), wurde aber im Sommer 1922 von den Sowjets geschlagen und fiel im Kampf.

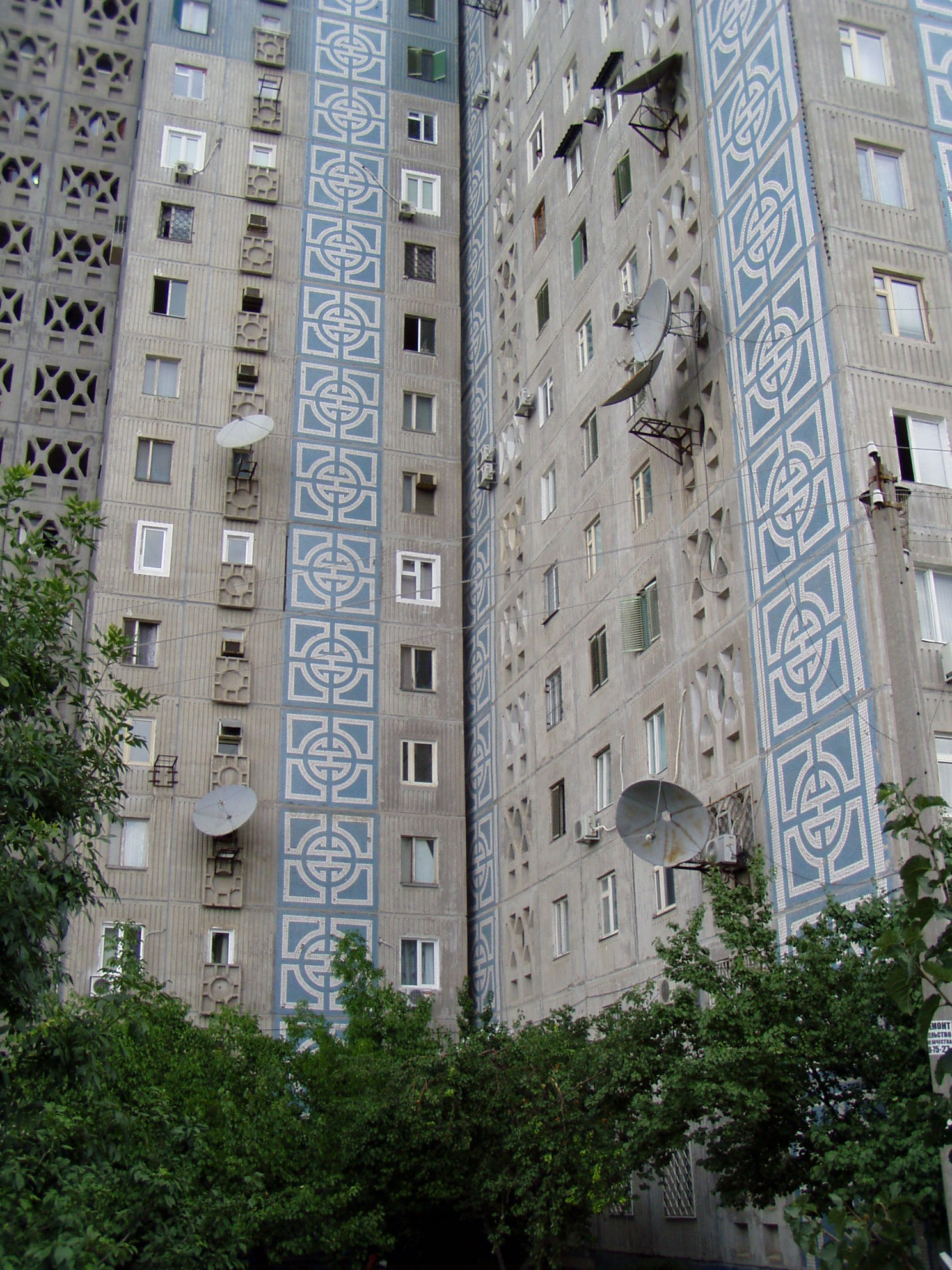
Plattenbauten aus Zeiten als Sowjetrepublik

1924/1925 wurden die Sowjetrepubliken in Zentralasien nach nationalen Gesichtspunkten neu gegliedert und alle drei genannten Staatsgebilde aufgelöst. Aus Teilen aller drei Gebiete wurde die Usbekische Sozialistische Sowjetrepublik (Usbekische SSR) gebildet, die 1925 Mitglied der Union der Sozialistischen Sowjetrepubliken wurde. Tadschikistan, das zunächst eine Autonome Sozialistische Sowjetrepublik innerhalb der Usbekischen SSR gebildet hatte, wurde 1929 als selbständige Tadschikische SSR von Usbekistan getrennt.
Hingegen wurde die Karakalpakische Autonome Sozialistische Sowjetrepublik (Karakalpakische ASSR), die zunächst Teil der RSFSR bzw. Kasachstans gewesen war, mitsamt dem Kysylkum-Gebiet 1932 aus Kasachstan ausgegliedert und 1936 von der RSFSR an Usbekistan übergeben. 1937 formierte sich unter Parteichef Usman Jussupow eine moskauhörige stalinistische Partei- und Staatsbürokratie, nachdem die in den zwanziger Jahren rekrutierte einheimische Parteiführung dem stalinistischen Terror zum Opfer gefallen war. Das aktive und passive Frauenwahlrecht wurde 1938 eingeführt.
In Folge von Kriegsgefangenschaft und der Deportation der Russlanddeutschen kamen einige Deutschsprachige nach Usbekistan. In Taschkent finden sich immer noch viele Familien mit deutschem Namen.
1959 bis 1983 regierte der Parteifürst Scharaf Raschidow in einem Paradebeispiel einer lokalen Partokratie mit den Attributen eines kommunistischen Khanats Usbekistan. Zu Ende der Regierungszeit Raschidows wurden Unterschlagungs- und Planfälschungsaffairen im Baumwollsektor Usbekistan bekannt.

## Usbekistan als unabhängiger Staat
Usbekistan wurde am 1. September 1991 für unabhängig erklärt, einige Tage nach dem gescheiterten Augustputsch in Moskau, der den Zerfall der Sowjetunion beschleunigte. Mit der Parlamentswahl in Usbekistan 1994/95 wurden erstmals Parlamentswahlen in Usbekistan abgehalten, allerdings unter Ausschluss jeglicher Opposition. In den 1990er Jahren gab es wiederholt Nationalitätenkonflikte im Ferganatal im Osten des Landes und Konflikte mit islamischen Fundamentalisten. Der Präsident Islom Karimov regierte bis zu seinem Tod im Jahr 2016 autoritär und repressiv.
1999 starben bei einem mutmaßlich von politischen Extremisten verübten Bombenattentat in Taschkent 20 Menschen.
Im März und April 2004 starben bei einer Serie von Anschlägen in Usbekistan mehr als vierzig Menschen, davon mindestens 19 bei einem Selbstmordanschlag am 29. März 2004. Am 30. März 2004 sprengte sich eine Gruppe von 20 Extremisten nach einem Feuergefecht mit der Polizei nahe der Hauptstadt Taschkent in die Luft. Unbekannte ließen eine Autobombe vor einem Staudamm detonieren. Usbekische Sicherheitskräfte vermuteten hinter den Gewalttaten die seit Januar 2003 auch in Deutschland verbotene Hizb ut-Tahrir („Partei der islamischen Befreiung“) oder die Islamische Bewegung Usbekistan. Am 30. Juli 2004 sprengten sich Terroristen nahe den Botschaften von Israel und der USA in Taschkent in die Luft, dabei starben acht Menschen. Terrorismusexperten vermuteten, dass Usbekistan Ziel islamistischer Terroristen war, weil es ein führender Verbündeter der USA auf dem ehemaligen Territorium der Sowjetstaaten sei. Am 13. Mai 2005 kam es zu weiteren Unruhen im Land. Usbekische Militär- und Polizeikräfte eröffneten in der Stadt Andijon das Feuer und töteten 187 (offizielle Zahl) bis 1500 Demonstranten. In den Tagen darauf kam es auch in weiteren Städten der Provinz Fargʻona zu kleineren Auseinandersetzungen zwischen Bevölkerung und Sicherheitskräften.
Usbekistan war 2002 unter den Gründungsmitgliedern der OVKS, 2012 trat es jedoch aus. Mit der Wahl Mirziyoyev 2016 kam es wieder zu einer Annäherung an Russland. Im April 2022 wurde mit der Türkei eine strategische Partnerschaft und militärische Zusammenarbeit vereinbart.
Im September 2022 fand das Gipfeltreffen der Shanghaier Organisation für Zusammenarbeit in Samarkand statt.